# Aitzgaizto
Aitzgaizto est promontoire rocheux proche du mont Leizadi (952 m) à Ataun (Guipuscoa) et un lieu de la mythologie basque.
C'est dans ce lieu, haut de 927 m, que les Jentils ont annoncé la naissance de Kixmi. Les Jentilak utilisaient le mot Kixmi (singe) pour désigner le Christ.